# Greven av Luxemburg
Greven av Luxemburg (tyska: Der Graf von Luxemburg; ungerska: Luxemburg grófja) är en operett i tre akter med musik av Franz Lehár och libretto av Leo Stein,  Alfred Maria Willner och Robert Bodanzky efter Willners och Bernhard Buchbinders libretto till Johann Strauss den yngres operett Die Göttin der Vernunft från 1897. Premiären ägde rum den 12 november 1909 på Theater an der Wien i Wien och blev en omedelbar succé. Den sattes upp över hela Tyskland och översattes till flera språk för internationella uppsättningar: i fransktalande länder som Le Comte de Luxembourg och i engelsktalande länder som The Count of Luxembourg. Operetten har stått på repertoaren fram till våra dagar, särskilt i tysktalande länder, och det har gjorts flera filmer. Verket spelades in med originalbesättningen från Wien och sedan dess spelats in på flera språk.

## Historia och premiär
Franz Lehár hade åren efter succén med Glada änkan 1905 fått allt fler erbjudanden om att skriva operetter till olika teatrar. I tiden mellan dessa operetter hade han komponerat två enaktare: Peter und Paul reisen ins Schlaraffenland och Mitislaw der Moderne, följt av den likgiltigt mottagna treaktsoperetten Der Mann mit den drei Frauen 1908 och den något mer framgångsrika Das Fürstenkind, som hade premiär i oktober 1909 - en månad före Greven av Luxemburg.
Efter att precis ha avslutat Das Fürstenkind för Johann-Strauss-Theater beredde han sig på att ta sig an librettot till Zigenarkärlek för Carltheater, då han påmindes om att han enligt kontrakt även var tvungen att leverera ett nytt stycke till Theater an der Wien som höstnyhet. Resultatet blev en operett komponerad på endast tre veckor under en vistelse i den så kallade Rosenvillan i Bad Ischl. Lehár själv betraktade verket som en "bagatell" och var betydligt mer engagerad i arbetet med Zigenarkärlek.
"Smörjan är nu färdig och då den inte kommer bli någon succé har ni er själva att skylla! Vi har alltså två huvudpar, kärleksparet och det komiska paret som lockar till skratt. Så har alla smakriktningar tillgodosetts."
Liksom i Glada änkan handlar Greven av Luxemburg om hur rikedom kan påverka kärlek och äktenskap, samt om kontrasten mellan det sorglösa livet i Paris och det slaviska vemodet. Librettot skrevs av Alfred Maria Willner, Robert Bodanzky och Leo Stein. Stein hade tidigare arbetat med Lehár i Der Göttergatte (1904), och Bodanzky hade varit med och skrivit librettot till både Peter und Paul reisen ins Schlaraffenland och Mitislaw der Moderne. Libretto till Greven av Luxemburg var inte helt nytt. Det var en ombearbetning av det som Alfred Willner och Bernhard Buchbinder tolv år tidigare hade skrivit till Johann Strauss den yngres inte så framgångsrika operett Die Göttin der Vernunft.
Robert Stolz dirigerade premiären, som mottogs med stormande jubel och operetten uppfördes mer än 300 gånger på Theater an der Wien. Som ingen annan av Lehárs operetter kom Greven av Luxemburg att framstå som ett pionjärverk för "Salongsoperetten", som är en träffande omskrivning för Lehárs senare operetter. I fortsättningen skulle operetten komma att förändras på många sätt. Den version som ofta sätts upp idag härstammar från en uppsättning på Theater des Volkes i Berlin den 4 mars 1937.
En mer fri, engelsk omarbetad version i två akter av Basil Hood och Adrian Rosson spelades med Lehárs musik under titeln The Count of Luxembourg den 20 maj 1911 på Londons Daly’s Theatre 240 gånger och var året efter en lika stor succé i New York på New Amsterdam Theatre. 1926 gjorde en stumfilm av denna version med ett nytt engelskt libretto och nya sångtexter av Nigel Douglas och Eric Maschwitz.

## Uppförandehistorik

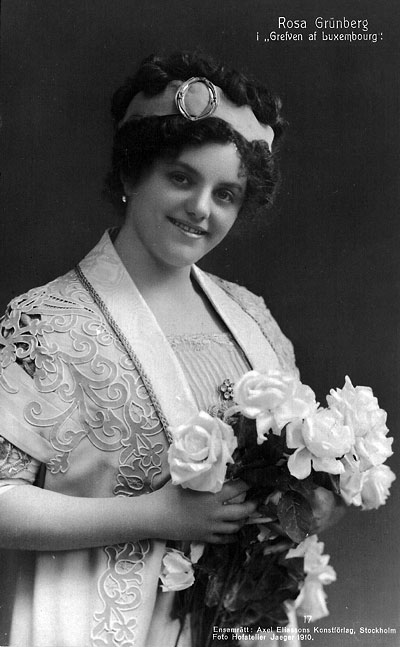
Rosa Grünberg som Angèle 1910.

Vid urpremiären av Greven av Luxemburg den 12 november 1909 sjöng Otto Storm rollen som René, och rollen som Angèle sjöngs av Annie von Ligety som därmed gjorde sin scendebut. Det skulle bli hennes enda roll - kort tid därefter gifte hon med en förmögen bankir och drog sig tillbaka från scenen. Succén var stor och uppsättningen spelades 299 gånger. Lehár gjorde flera ändringar i verket under de följande åren. Den version som föredras numera, med första akten indelar i två scener och en solosång tillagd för grevinnan Kokozow i akt III, härrör sig från en uppsättning i Berlin på Theater des Volkes den 4 mars 1937.
Efter premiären i Wien uppfördes snart operetten snart över hela världen. Den sattes upp i Tyskland på Berlins Neues Operettenhaus den 23 december 1909 och i Ungern en månad senare med titeln Luxemburg grófja, där librettot var översatt och överfört av Andor Gábor. Då operetten har uppförts utanför tysktalande länder har den nästan alltid översatts till landets språk, ofta med librettot omändrat för att passa de lokala teatrarnas smak. Den uppfördes i Italien som Il conte di Lussemburgo på Teatro Vittorio Emanuele i Turin 1910, och i Frankrike som Le Comte de Luxembourg (i översättning av Robert de Flers och Gaston de Caillavet) på Théâtre Apollo 1912. Den spanska versionen hade premiär på Teatro Eslava i Madrid som El conde le Luxemburgo 1910. Emellertid skilde sig denna version markant från originalet. Librettot var överfört och översatt av José Juan Cadenas, och den spanska kompositören Vicente Lleó omarrangerade inte bara Lehárs musik utan lade till en del av sin egen musik. Ett år senare samarbetade Lleó med kompositören Enrique Bru och två nya librettister för att skapa en zarzuela i en akt: El conde del embudo, som byggde än mindre på  Lehárs original. Greven av Luxemburg kom till Latinamerika relativt fort efter premiären tack vare resande operettsällskap från Europa. Premiären i Uruguay gick av stapeln 1910 på Teatro Solis i Montevideo och framfördes i den tyska originalversionen och spelades där i många år, men efter premiären mestadels i italienska eller spanska översättningar. Ett portugisiskt sällskap från Porto framförde verket på portugisiska som O conde de Luxemburgo på Teatro Amazonas i Manaus i Brasilien 1913.
En av de mest framgångsrika versionerna av operetten var The Count of Luxembourg, en engelsk version av Basil Hood och Adrian Ross vilka tidigare hade överfört Glada änkan till den engelska publiken. Hood och Ross version hade premiär i London den 20 maj 1911 med Lehár som dirigent och kung George V och drottning Mary i publiken.  Den följdes av en Broadwayuppsättning 1912. Hood och Ross had gjorde avsevärda ändringar från originallibrettot och kortade ned verket från tre akter till två medan Lehár anpassade musiken därtill. 1983 framförde New Sadler's Wells Opera (vilken stängde 1989) verket i en nyöversättning librettot av Nigel Douglas med sångtexter av Eric Maschwitz och Douglas. Denna treaktsversion var mer trogen originalet och innehöll också musik från Lehárs slutliga version av år 1937.
KlangBogen Wien Festival uppdrog åt den österrikiske film- och teaterregissören Michael Schottenberg att skriva om operetten för en uppsättning vid 2005 års festival. Trots att Schottenbergs ändrade text är trogen handlingen och har kvar det mesta av dialogen ändrades tiden till Wien på 1950-talet. Greven av Luxemburg är nu René Graf, en arbetande författare vars pseudonym är "Greven". Hans bohemiske vän Manfred (Armand i originalet) är en student, medan deras älskade, Angelika (Angèle) och Julie (Juliette) är dansöser i en sliskig Hawaiirevy. Furst Basilowitsch är Dr. Basil Basilovich-Kokosov, rysk konsul i Wien, som är pålastad en nymfomanisk hustru vid namn Anastasia. René och Angelikas låtsasbröllop äger rum i Manfreds badrum, där René gömmer sig bakom duschdraperiet. Larry L. Lash, som recenserade föreställningen för Opera News skrev att uppsättningen "svischade iväg med en manisk 'Det våras för Hitler' falla-ut-ur-sätet-humor som fick mig att skratta högt i flera dagar efteråt." Efter att uppsättningen hade satts upp på Theater an der Wien överfördes den snabbt till Wiener Volksoper där den ingick i repertoaren fram 2011.

## Svenska uppsättningar
Den svenska premiären av Greven av Luxemburg ägde rum bara fyra månader efter uruppsättningen den 13 mars 1910. Liksom med Glada änkan var det den företagsamme Albert Ranft som satte upp pjäsen på den egna Oscarsteatern. De ledande rollerna spelades av Carl Barcklind (René), Rosa Grünberg (Angèle), Emma Meissner (Juliette) och Thorleif Allum (Armand). Axel Ringvall gjorde lycka i den komiska rollen som furst Basil. 
Greven av Luxemburg har därefter varit en av de mest spelade operetterna i Sverige. Den sattes upp på Oscarsteatern även åren 1912, 1914–1915 och 1923, av Albert Ranfts ambulerande lyriska sällskap 1911 samt på Stockholmsoperan 1936 och 1950.
På Arbisteatern i Norrköping 1970 spelades huvudrollerna av Erik Bengtsson, Berit Malmqvist, Gun Bengtsson, Jörgen Mulligan, Nenne Pettersson och Gunbritt Borgebratt. På Göteborgsoperan gavs den med premiär den 7 maj 2005 med bland andra Peter Harryson, Iwar Bergkwist, Karin Kjellgren, Carolina Sandgren och Tomas Lind i de ledande rollerna.

## Roller
| Roller                                                            | Stämma                  | Premiärbesättning, 12 november 1909 (Dirigent: Robert Stolz) | Svensk premiärbesättning, 13 mars 1910 |
| ----------------------------------------------------------------- | ----------------------- | ------------------------------------------------------------ | -------------------------------------- |
| Angèle Didier, operasångerska på Parisoperan                      | sopran                  | Annie von Ligety                                             | Rosa Grünberg                          |
| Armand Brissard, målare                                           | tenor                   | Bernhard Bötel                                               | Thorleif Allum                         |
| Juliette Vermont, dansös och Brissards fästmö                     | sopran                  | Louise Kartousch                                             | Emma Meissner                          |
| Furst Basil Basilowitsch, förälskad i Angèle                      | tenor                   | Max Pallenberg                                               | Axel Ringvall                          |
| Gervinnan Stasa Kokozow, Furst Basils förra fästmö                | mezzosopran             |                                                              |                                        |
| Pawel von Pawlowitj, Ambassadråd på ryska ambassaden              | tenor                   |                                                              |                                        |
| Pélégrin, en fransk ämbetsman                                     | baryton                 |                                                              |                                        |
| René, Greve av Luxemburg                                          | tenor eller hög baryton | Otto Storm                                                   | Carl Barcklind                         |
| Sergei Mentschikoff, en rysk notarie                              | tenor                   |                                                              |                                        |
| Artister, grisetter, festdeltagare, hotellpersonal, Paris societé |                         |                                                              |                                        |

## Handling

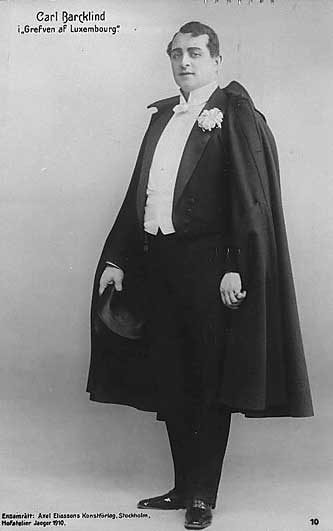
Carl Barcklind i Greven av Luxemburg på Oscarsteatern 1910.

### Akt I
Handlingen utspelar sig i Paris runt år 1900, där den ryska fursten Bazil Bazilowitsch funnit sin kärlek i operasångerskan Angèle Didiér. Eftersom hon inte är av adlig börd så är ett äktenskap mellan fursten och Angèle helt otänkbart. Furst Basil och hans medhjälpare Sergei Menchikow och Pawel von Pawlowitsch hittar i Montmartre den fattiga greve René av Luxemburg, som de övertalar att mot betalning ingå ett skenäktenskap med Angèle. René är inneboende hos den bohemiske konstnären Armand som försörjer sig som nakenmålare och har ett förhållande med modellen Juliette. Efter mycket övertalning gifter sig René med Angèle utan att se varandra. Nu har Angèle blivit grevinna, en titel som hon kan behålla när hon skiljer sig för att sedan gifta om sig med furst Basil.

### Akt II
I andra akten träffas René som lever under det falska namnet baron de Réval och Angèle på en fest och blir förälskade utan att veta om att de faktiskt redan är gifta. Diverse förvecklingar uppstår när furst Basil förstår att René och Angèle lärt känna varandra. Det blir inte bättre när furstens gamla ungdomskärlek grevinnan Stasa Kokosow dyker upp och kräver att han ska gifta sig med henne, ett löfte som hav gav grevinnan i unga år.

### Akt III
René och Angèle diskuterar situationen. De får sällskap av grevinnan Kokozow. Furst Basil ramlar in i sitt sökande efter Angèle. Han får emellertid veta att tsaren har gett order att han ska hålla vad han lovat och därmed gifta sig med grevinnan istället. René får höra att hans konfiskerade pengar har återlämnats till honom. Han är nu en rik man och kan betala tillbaka vad han är skyldig fursten, och förbli gift med Angèle med hedern i behåll. Armand och Juliette, vars relation har varit stormig, anländer och annonserar att de också ämnar gifta sig.

## Musiknummer
Akt I
1. "Karneval! Ja du allerschönste Zeit"
2. "Mein Ahnherr war der Luxemburg"
3. "Ein Stübchen so klein"
4. "Pierre, der schreibt an klein Fleurette"
5. "Ich bin verliebt, ich muß es ja gestehen"
6. "Ein Scheck auf die englische Bank"
7. "Heut' noch werd' ich Ehefrau - Unbekannt, deshalb nicht minder interessant"
8. "Frau Gräfin, Sie erlauben wohl - Sie geht links, er geht rechts - Sah nur die kleine Hand"
Akt II
9. "Hoch, Evoe, Angèle Didier - Ich dank, meine Herren und meine Damen"
10. "Sind Sie von Sinnen, Herr Baron - Lieber Freund, man greift nicht nach den Sternen - Bist du's, lachendes Glück"
11. "Schau'n Sie freundlichst mich an - Bitte gleich, bitte sehr - Mädel klein, Mädel fein"
12. "Ach, seh'n Sie doch, er ist ganz blaß"
13. "Der Handschuh, wie pikant- Es duftet nah Trèfle incarnat"
14. "Ein Löwe war ich im Salon - Polkatänzer, Polkatänzer"  
Akt III
15. "Was ist das für'ne Zeit, liebe Leute"
16. "Wärst du heut' schon mein Mann"
17. "Packt die Liebe einen Alten justament beim Schopf"
18. "Es duftet nach Trèfle incarnat - Was ich im Traum nur ersah"
19. "Wir bummeln durch's Leben  Reinhören Reinhören"

## Inspelningshistorik
1909 utgav grammofonbolaget Deutsche Grammophon utdrag från Greven av Luxemburg på nio 78-varvare inspelad med originalbesättningen och dirigerad av Lehár själv. Sedan dess har det producerats åtskilliga inspelningar av operetten (eller dess höjdpunkter) på tyska, ryska, spanska, ungerska, engelska, franska och andra språk. Den engelska inspelningen, dirigerad av Barry Wordsworth och utgiven på skivmärket That's Entertainment, härstammar från 1983 års Sadler's Wells Opera uppsättning och sångarna tillhörde dess originalbesättning med Marilyn Hill Smith som Angèle och Neil Jenkins som René. Bland inspelningar av den franska versionen kan nämnas  Deccas utgivning på 1950-talet med Gabriel Bacquier i titelrollen och EMI Pathés skiva på 1960-talet med Michel Dens som greven.
Sena 1900-tals och tidiga 2000-talsinspelningar av operetten på tyska är bland andra:
Franz Lehár: Der Graf von Luxemburg, Münchens symfoniorkester och kör från Bayerska Statsoperan
- Dirigent: Willy Mattes
- Sångare: Nicolai Gedda (René), Lucia Popp (Angèle), Renate Holm (Juliette), Willi Brokmeier (Armand), Kurt Böhme (Furst Basil), Gisela Litz (Grevinnan Kokozow)
- Inspelningsår: 1968
- Skivmärke: EMI 65375 (CD)

Franz Lehár: Der Graf von Luxemburg, Wiens Radiosymfoniska orkester och Festivalkör från KlangBogen Wien
- Dirigent: Alfred Eschwé
- Sångare: Bo Skovhus (René), Juliane Banse (Angèle), Gabriele Bone (Juliette), Rainer Trost (Armand), Andreas Conrad (Furst Basil), Eva Maria Marold (Grevinnan Kokozow)
- Inspelningsår: 2005
- Skivmärke: CPO 7771942 (DVD)

Franz Lehár: Der Graf von Luxemburg, Mörbisch Festivalorkester och Mörbischs Festivalkör
- Dirigent: Rudolph Bibl
- Sångare: Michael Suttner (René), Ruth Ingeborg Ohlmann (Angèle), Ana-Maria Labin (Juliette), Marko Kathol (Armand), Alfred Sramek (Furst Basil), Marika Lichter (Grevinnan Kokozow)
- Inspelningsår: 2006
- Skivmärke: Oehms, 570 (CD) ORF (DVD)

## Trivia
- Franz Lehar komponerade Greven av Luxemburg samtidigt som Das Fürstenkind och Zigeunerliebe. Han trodde felaktigt att Das Fürstenkind var den av de tre verken som skulle slå bäst. Greven av Luxemburg spådde han få chanser till framgång.

- Sind Sie der Graf von Luxemburg var 1968 en schlager med sångerskan Dorthe Kollo. Ann-Louise Hansson sjöng in en svensk version, Min greve av Luxemburg med text av Stikkan Anderson.